# NGC 5280
NGC 5280 est une vaste lointaine galaxie elliptique située dans la constellation des Chiens de chasse. Sa vitesse par rapport au fond diffus cosmologique est de 11 109 ± 33 km/s, ce qui correspond à une distance de Hubble de 164 ± 11 Mpc (∼535 millions d'al). NGC 5280 a été découverte par l'astronome français Édouard Stephan en 1881.
À ce jour, une mesure non basée sur le décalage vers le rouge (redshift) donne une distance d'environ 124,000 Mpc (∼404 millions d'al). Cette valeur est nettement à l'extérieur des valeurs de la distance de Hubble. Notons cependant que c'est avec la valeur moyenne des mesures indépendantes, lorsqu'elles existent, que la base de données NASA/IPAC calcule le diamètre d'une galaxie et qu'en conséquence le diamètre de NGC 5280 pourrait être d'environ 48,5 kpc (∼158 000 al) si on utilisait la distance de Hubble pour le calculer.